# A story two days wide
A story two days wide is een studioalbum van Ilúvatar. De muziekgroep nam het op in de Secret Sound geluidsstudio te Baltimore, thuisbasis van de band. De algemene mening binnen de progressieve rock was, dat dit album een vooruitgang liet zien naar een meer professionele basis. Echter, na het verschijnen van het album, verdween de groep voor langere tijd uit beeld. Er moest vijftien jaar gewacht worden op een opvolger.

## Musici
- Glenn McLaughlin – zang
- Dennis Mullin - gitaar
- Dean Morekas – basgitaar
- Jim Rezek[1]– toetsinstrumenten
- Chris Mack – slagwerk, percussie

## Muziek
| Nr. | Titel                       | Duur  |
| --- | --------------------------- | ----- |
| 1.  | Sojounr                     | 9:04  |
| 2.  | Savant                      | 7;46  |
| 3.  | Dreaming with the lights on | 6:84  |
| 4.  | Holidays and miracles       | 8:35  |
| 5.  | Better days                 | 7:02  |
| 6.  | Even angels fall            | 4:25  |
| 7.  | Indian rain                 | 15:41 |